# Сельское хозяйство Казахстана

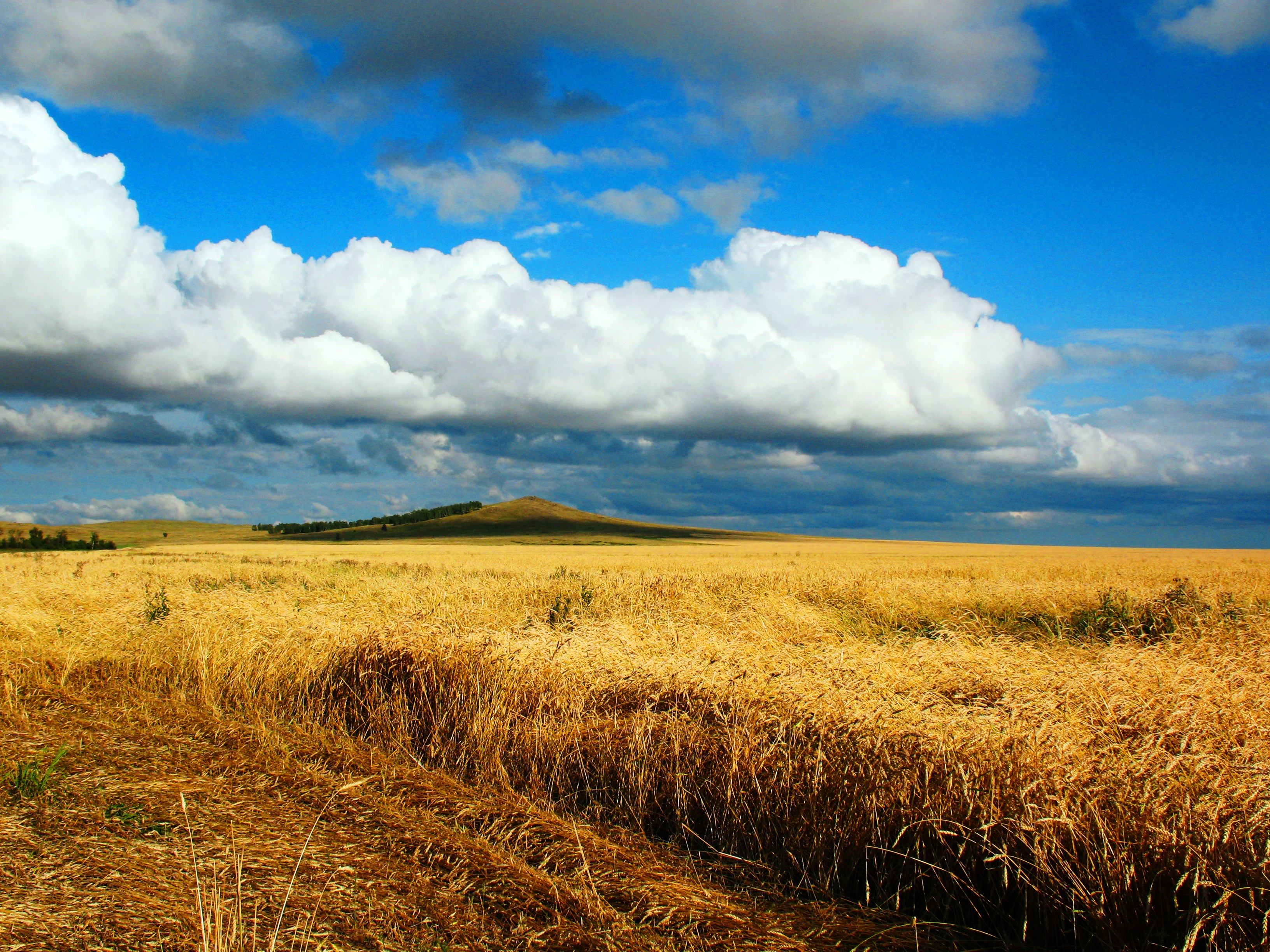
Поля зерновых близ Кокшетау

Сельское хозяйство в Казахстане — крупный сектор экономики Казахстана. Земли сельскохозяйственного назначения занимают 38%, пашня — 9%, а сенокосы и пастбища — 27% территории страны. Доля населения, занятого в сельском, лесном и рыбном хозяйстве составляет 13,5%. Доля сельского, лесного и рыбного хозяйства в ВВП — 5,4%. 
В то же время более 70 % земель страны занято в растениеводстве и животноводстве. 70 % сельскохозяйственных земель являются постоянными пастбищами.   
Основная специализация в растениеводстве Казахстана — выращивание зерновых культур, таких как пшеница, ячмень, овес, просо. При этом основную долю занимает пшеница, а Казахстан является одним из крупнейших экспортёров этого зерна. Выращивают также рапс, кукурузу, гречиху, хлопок, сахарную свёклу, подсолнечник, лён, картофель, овощные и бахчевые культуры, виноград, плодовые культуры, ягоды и рис.   
В горах к востоку от Алматы производится казахское вино.  
В стране развито животноводство, выращивают крупный рогатый скот, овец, птиц и разводят лошадей.
На душу населения в Казахстане производится 1040 кг зерновых и бобовых культур, 62 кг мяса и 323 кг молока.
В Казахстане достигнуты высокие уровни самообеспеченности по большинству видов сельскохозяйственной продукции и продовольствия.

## История
Сельскохозяйственной деятельностью на территории современного Казахстана занимались издревле. Так, кочевники в бескрайних равнинах традиционно занимались скотоводством. 
В 50-60-е годы XX века характеризуется масштабной компанией по «освоению целинных земель» Казахстана, Сибири и Дальнего Востока. В работах всесоюзного масштаба участвовало большое количество людей и техники. Удалось засеять большие площади, а затем собрать и крупный урожай. Однако имелись и проблемы. Так, уменьшилось животноводство из-за изъятия земель под нужны грандиозного проекта. К тому же вскоре после первых рекордных урожаев почвы истощились, и поток зерна начал оскудевать, а ветровая эрозия привела к невосполнимому истощению земель Северного Казахстана. В 1980-е годы производство зерна в Казахстане обеспечивалось за счет интенсификации производства. 50% урожая формировалось за счет применения минеральных удобрений, 20% – за счет использование районированных сортов и 30% – за счет соблюдения технологии. В 1990 году общая посевная площадь в Казахстане составляла 35 млн. 182 тыс. га. В 1986-1990 годы урожайность казахстанской пшеницы в среднем составляла 12.6 центнеров с гектара.
В 1992-1996 годах произошло сокращение посевных площадей под основные сельскохозяйственные культуры, в дальнейшем использование земель в Казахстане увеличивалось.
В 2011 году страна достигла рекордных урожаев зерна в 26,9 млн тонн. В 2012 году Министерство сельского хозяйства Казахстана сократило прогноз урожая до 14 млн тонн из-за сухой погоды.
К животным, выращиваемым в Казахстане, относятся крупный рогатый скот, куры, овцы, свиньи, лошади и козы. Шерсть, коровье молоко и яйца — другие основные продукты животного происхождения в стране. Садоводство развито на юге страны.
В марте 2015 года министр сельского хозяйства Казахстана заявил, что за последние 5 лет в Казахстане почти удвоилось сельскохозяйственное производство. Он также отметил, что за этот период экспорт сельскохозяйственной продукции увеличился в 1,6 раза и достиг 3 млрд долларов США.
23 июля 2015 года вице-министр сельского хозяйства Казахстана заявил, что в рамках закона «О сельскохозяйственной кооперации» будет введен специальный налоговый режим для сельскохозяйственных кооперативов. Ожидается, что эта инициатива будет способствовать развитию аграрного сектора Казахстана.
С 1995 по 2015 год объём сельскохозяйственного производства в Казахстане увеличился на 41 %. Экспорт сельскохозяйственной продукции в 2015 году составил 379 миллионов долларов, сообщает Министерство сельского хозяйства. Инвестиции в сельское хозяйство Казахстана увеличились на 50 % в 2016 году, составив 228 млрд тенге (686,96 млн долларов США) по сравнению с 148 млрд тенге (445,92 млн долларов США) годом ранее.

## Государственные программы

### Агробизнес-2020
В феврале 2013 года Правительство Казахстана утвердило новую отраслевую программу развития агропромышленного комплекса на 2013—2020 годы «Агробизнес — 2020» на заседании под председательством премьер-министра Серика Ахметова. Программа «Агробизнес-2020» направлена на развитие четырёх направлений: финансовое оздоровление, повышение доступности продукции, работ и услуг для субъектов агропромышленного сектора, развитие государственной системы поддержки сельхозпроизводителей, повышение эффективности системы государственного управления агропромышленным комплексом.
В соответствии с Программой «Агробизнес-2020» правительство Казахстана утвердило один пакет мер стимулирования в апреле 2014 года: правила субсидирования усилий по оздоровлению сельскохозяйственных компаний. В первой половине 2014 года для этих целей банкам второго уровня планировалось предоставить 140 миллиардов тенге (770 миллионов долларов). Эксперты сомневаются, что только капитальные субсидии могут помочь решить проблемы развития сельского хозяйства Казахстана. Вместо этого рекомендуются более широкие институциональные реформы, такие как усовершенствование системы сельского образования и передача политической власти людям на местах, принимающим решения.

### Финансирование кооперативов
В 2016 году Министерство сельского хозяйства Казахстана запустило программу, направленную на предоставление финансирования кооперативам, которые помогают фермерским хозяйствам закупать оборудование, хранить и транспортировать продукцию, предоставлять ветеринарные услуги, организовывать поставки кормовых и агрохимических продуктов и оказывать помощь в кредитовании. Эта программа позволила 157 кооперативам оказать помощь 15 000 фермерских хозяйств. Кооперативы создали более 100 центров по сбору молока и 7000 кормовых баз.

### Возврат земель в сельхоз оборот
В 2022 году в Казахстане началась программа по возврату в оборот неиспользуемых земель. Были выработаны правила, по которым, если владелец не инвестировал и более года никак не использовал землю, то эти земли поступали на баланс государства, а передавались для нужд населения. Также выявлялись земли, которые были переданы в нарушения закона. На момент запуска программы в Казахстане, по разным оценкам, было более 10 млн га земель подпадающих под возврат. В 2023 году на баланс государства поступило 4,6 млн га земель, а в 2024 году — 2,1 млн га. Председатель комитета по управлению земельными ресурсами министерства сельского хозяйства Мурат Темиржанов сообщил, что благодаря программа позволила улучшить ситуацию с нехваткой пастбищ и вовлечь в оборот ранее неиспользуемые земли.

## Животноводство
В стране развито животноводство, выращивают крупный рогатый скот, овец, птиц и разводят лошадей. 
Поголовье крупного рогатого скота составляет 7,9 млн. голов, овец и коз — 20 млн. голов, лошадей — 3,1 млн. голов и поголовье птицы — 43,3 млн. голов.

## Растениеводство
Из зерновых культур в Казахстане выращивают твердую пшеницу, ячмень, овес, просо.
Страна является одним из крупнейших в мире экспортеров пшеницы и муки. Основной зерновой культурой является мукомольная пшеница, которая обычно отличается высоким качеством и белком. В 2011 году страна получила рекордный урожай — почти 27 миллионов тонн, что позволило ей установить целевой показатель экспорта зерна на уровне почти 15 миллионов тонн на 2011/2012 маркетинговый год. FAS/Астана прогнозирует, что производство пшеницы в Казахстане в 2014 году составит 14,5 млн тонн против 13,9 млн тонн в 2013 году.
В июле 2015 года министр национальной экономики Ерболат Досаев объявил, что Казахстан увеличит экспорт зерна и муки в Кыргызстан на 50-60 % к 2020 году после вступления Кыргызстана в Евразийский экономический союз. По словам главы министерства, по состоянию на июль 2015 года товарооборот между двумя странами составил более 1 миллиарда долларов США.
На юге Казахстана в Туркестанской области традиционно выращивается хлопок, так в 2022 году было собрано 362 тыс. тонн сырья.
В 2022 году в Туркестанской области в селе Касымбек датка был введён тепличный комплекс по производству бананов. Первый урожай 2024 года составил 385 тонн фруктов.

### Долгосрочные тенденции в производстве
В 2013 году Министерство сельского хозяйства Казахстана выпустило Генеральный план «Стабилизация рынка зерна». Этот план поддерживает их программу «Агробизнес-2020», и в нём министерство устанавливает цели и прогнозы в отношении производства, потребления и экспорта зерна на период 2013—2020 годов. Несколько ключевых тенденций, показанных в этих прогнозах, включают:
- Министерство прогнозирует, что посевная площадь для всех зерновых будет оставаться относительно стабильной в течение этого периода, незначительно уменьшаясь.
- Прогнозируется существенный сдвиг от пшеницы: прогнозируется, что площадь под пшеницу снизится на 2 миллиона гектаров[18] (14 процентов) с 13,5 миллионов гектаров в 2012 году до 11,5 миллионов гектаров в 2020 году.
- Ожидается, что большая часть этой уменьшенной площади будет заменена так называемыми «кормовыми культурами», в основном кормовым зерном, площадь под которое, согласно прогнозам, увеличится на 1,5 млн га (53 процента) с 2,8 млн га до 4,3 млн га в 2020 г. Так же казахи вели кочевое скотоводство.

### Садоводство
Алматы называют называют отцом яблок. Климатические условия региона, близость горных рек хорошо подходят по выращивание этого продукта.
В 2019 году казахстанским садоводам удалось вырастить 222 тыс. т этого фрукта, говорится в отчетах Комитета по статистике Министерства нацэкономики РК.
В Казахстане за 2020 год было произведено порядка 260 тыс. тонн яблок. Это на 45 тыс. больше чем прошлом году, рост производства почти 20%. В Казахстане растут площади садов и производство яблок, и в 2024 году страна планирует выйти на полное самообеспечение по данному продукту. 
В 2021 году в селе Мунайши в Мангистауской области ТОО «Реалос» построило теплицу, где будут выращивать плодовые деревья и кустарники. Об этом сообщили в пресс-службе акима области. Посадка деревьев уже началась. Руководитель ТОО Ерлан Бажиков завёз более 1000 саженцев из Ирана, Грузии, Осетии и Азербайджана. Среди них: яблони, груши, абрикосовые деревья, вишня, виноград и грецкий орех. В этом году в Меркенском районе было образовано тепличное хозяйство по выращиванию лимонов.
В 2024 году яблоневые сады занимали более 34 тыс. га, а под виноградники в стране было занято около 16 тыс. га земли.

## Инвестиции
В 2014 году объём инвестиций в аграрный сектор Казахстана превысил 166 млрд тенге. Совокупный индекс прибыльности крупных и средних компаний, работающих в аграрном секторе Казахстана, составил 17,7 процента.
Инвестиции в сельское хозяйство в 2015 году увеличились в 3,4 раза, что составило 167 млрд тенге.
Инвестиции в сельское хозяйство Казахстана увеличились на 50 % в 2016 году, составив 228 млрд тенге (686,96 млн долларов США) по сравнению с 148 млрд тенге (445,92 млн долларов США) годом ранее.

## Партнёрство
23 мая 2015 года генеральный директор Продовольственной и сельскохозяйственной организации ООН (ФАО) Жозе Грациану да Силва и министр сельского хозяйства Казахстана Ассылжан Мамытбеков подписали соглашение об учреждении Отделения партнёрства и связи ФАО в стране. Новое партнёрство ФАО с Казахстаном объединит ФАО и правительство для поддержки целей и приоритетов национального развития, а также поможет другим странам региона.